# Jan z Trzciany
Jan z Trzciany (ur. ok. 1510 w Trzcianie koło Jasła, zm. 1567) – humanista środowiska Akademii Krakowskiej. Autor dzieła "O naturze i godności człowieka".
Kaznodzieja katedralny lwowski (do 1576 r.). Rzecznik pojednania różnych wyznań chrześcijańskich, uznany za "niebezpiecznego nowatora", w  konflikcie z przeciwnikiem wolności religinych, Piotrem Skargą.